# Elecciones generales de las Islas Feroe de 1978
Elecciones generales tuvieron lugar en las Islas Feroe el 7 de noviembre de 1978. Tanto el Partido de la Igualdad como el Partido Unionista como los partidos mayoritarios en el Løgting, obteniendo 8 de los 32 escaños cada uno. Dos de los 32 miembros electos fueron mujeres, siendo esta las primeras elecciones en las que mujeres son electas al Løgting. Las mujeres fueron Karin Kjølbro (República) y Jona Henriksen (Partido de la Igualdad), ambas de Streymoy del Sur.

## Resultados
| Partido                        | Votos  | %    | Escaños | +/– |
| ------------------------------ | ------ | ---- | ------- | --- |
| Partido Unionista              | 5 966  | 26,3 | 8       | +3  |
| Partido de la Igualdad         | 5 062  | 22,3 | 8       | +1  |
| República                      | 4 614  | 20,3 | 6       | 0   |
| Partido Popular                | 4 067  | 17,9 | 6       | +1  |
| Partido del Autogobierno       | 1 626  | 7,2  | 2       | 0   |
| Partido de Progreso y de Pesca | 1 389  | 6,1  | 2       | +1  |
| Total                          | 22 724 | 100  | 32      | +6  |
| Fuente: Election Passport      |        |      |         |     |